# За Батьківщину
«За Батьківщину» (с укр. — «За Родину») — название ряда партизанских отрядов, действовавших на территории Западной и Северной Украины в период Великой Отечественной войны 1941—1945 годов на стороне Красной армии.

## Киевская и Черниговская области
Партизанское объединение с названием «За Батьківщину» оформилось в октябре 1941 года в Нежинском районе Черниговской области. Командир подразделения — Иван Бовкун, комиссар — Михаил Стратилат. Вело боевые действия на территории Киевской и Черниговской областей. В июне 1942 года установило связь с Украинским штабом партизанского движения. Имело контакты с подпольной организацией киевского съезда «Большевик». В сентябре 1943 года объединение состояло из 3-х полков и составляло около 5000 бойцов. Партизанское объединение принимало участие в форсировании Днепра, Десны и Припяти, а также в битве за Киев на стороне советских войск. Совместно с членами других партизанских соединений бойцы отряда готовили переправы и удерживали их до подхода войск частей Красной армии. За успешное ведение боевых действий во время форсирования Днепра и Припяти командиру объединения Ивану Бовкуну в январе 1944 года было присвоено звание Героя Советского Союза.

## Южная часть Брянского лесного массива
Ещё один партизанский отряд с названием «За Батьківщину» оформился как самостоятельная боевая единица 26 марта 1942 года в южной части Брянского лесного массива. Командиром отряда являлся Иван Федорив, комиссаром — Иосиф Сень. Отряд был создан Ровенским подпольным обкомом КП(б)У и областным штабом партизанского движения, впоследствии сыграл значительную роль в развитии партизанского движения на Ровенщине. В составе объединения советского партизанского генерала Александра Сабурова отряд принимал участие в рейдах на Правобережную Украину с целью активизации партизанского движения, проведения боевых и диверсионных операций в тылу немецких войск.

## Ровенская область
Весной 1943 года на Ровенщине после укрупнения оперативной группы во главе с секретарём Ровенского подпольного обкома КП(б)У Василием Бегмой, которой подчинялись партизанские отряды региона, создан ещё один партизанский отряд с названием «За Батьківщину». В его составе было 12 партизанских отрядов численностью 1128 человек по состоянию на 15 мая 1943 года, а основой выступил отряд Ивана Федорива. Комиссаром нового объединения был назначен Лука Кизя. Отряд принимал участие в Ровно-Луцкой операции в составе частей, освободивших город Ровно 5 февраля 1944 года.
31 марта 1944 года партизанское объединение «За Батьківщину» было награждено Почётным Красным Знаменем Президиума Верховного Совета УССР, Совнаркома УССР и Центрального Комитета КП(б)У.

## Сумская область
Партизанский отряд «За Родину» (командир отряда — С. М. Гнибеда, начальник штаба — И. Г. Макаренко, комиссар — Д. Д. Красняк), созданный  и действовавший в районе Ямполя.